# Stephen Abas
Stephen Abas, född 12 januari 1978 i Santa Ana, Kalifornien, är en amerikansk brottare som tog OS-silver i bantamviktsbrottning i fristilsklassen 2004 i Aten.